# Utukok
L'Utukok (in inglese Utukok River; in lingua inupiaq: Utuqqaq) è un fiume degli Stati Uniti d'America, situato in Alaska, nel borough di North Slope.  
Utuqqaq, che significa vecchio o antico, è il nome inuit per Icy Cape. I varianti del nome usati per il fiume nel XIX secolo includevano "Utukak" e "Ootokok".

## Descrizione
Il fiume nasce dai monti De Long alla confluenza dei torrenti Kogruk e Tupik e scorre verso nord, nord-est e poi nord-ovest. Ha una lunghezza di 362 chilometri. Sfocia nella laguna del Kasegaluk (separata dal Mare dei Ciukci da una serie di piccole isole) 32 km a sud-ovest di Capo Icy (Icy Cape).
Il territorio dell'«Utukok River Uplands Special Area» è luogo di riproduzione per i caribù artici e vari uccelli.